# Desert Hot Springs
Desert Hot Springs – miasto w Stanach Zjednoczonych położone w północnej części hrabstwa Riverside w Kalifornii. Liczba mieszkańców 16 582 (2000). Uzdrowisko znane ze swoich źródeł termalnych.

## Położenie
Desert Hot Springs znajduje się w pustynnej Dolinie Coachella ok. 90 km na wschód od stolicy hrabstwa, miasta Riverside. Przez miasto przebiega uskok tektoniczny San Andreas.

## Historia
Pierwszy osadnik Cabot Yerxa przybył tu w 1913. Był też odkrywcą gorących źródeł. Prawa miejskie Hot Desert Springs posiada od 1941 roku. Popularność ze względu na powstające spa i hotele, zyskało w latach 50. (było ich wówczas około 80). Szybki rozwój miasta nastąpił w latach 80. i 90., kiedy liczba ludności zwiększyła się kilkakrotnie.